# Ariel Lin
Ariel Lin (chinois : 林依晨) née le 29 octobre 1982 à Taipei, est une actrice et chanteuse taïwanaise, qui a remporté le prix de la « Meilleure Actrice dans une série télévisée » à la cérémonie des 43e Golden Bell. Elle est diplômée en littérature coréenne et de la National Chengchi University, à Taïwan.

## Biographie

### Ses débuts en tant qu'actrice
Lin a été découverte dans une émission de variétés taïwanaises intitulée Guess Guess et a été la championne du concours de métro « Jolie fille dans le salon ». Elle a joué avec Mike He dans le drama Love Contract en 2004. Après avoir joué plusieurs rôles à la télévision dans des dramas taiwanais et dans deux films au début des années 2000, elle a connu la gloire en 2005 pour le rôle de Yuan Xiangqin dans It Started With a Kiss. Ariel a également été félicitée pour son travail dans Tokyo Juliet (2004), avec Lin Laisui, Wu Chun et Simon Yam.
En octobre 2008, Lin a remporté le prix de la « Meilleure Actrice dans une série télévisée » pour They Kiss Again à la cérémonie des 43e Golden Bell. En 2008, elle retrouve Joe Cheng, sa costar dans It Started With a Kiss, They Kiss Again, et Love or Bread.
En novembre 2008, Lin a été confirmé pour jouer aux côtés de Kyoko Jerry Yan et Ren Tsuruga, dans une adaptation live-shōjo japonais du manga Skip Beat! (スキップ · ビート Sukippu Bito!?) par Yoshiki Nakamura, intitulé Défi Extravagant (chinois : 华丽 的 挑战 ; pinyin : Hua Tiao Zhan Li De). Toutefois, la production a été reportée.
En avril 2011, Ariel Lin est prévue pour filmer une Gala Television (GTV) de production, intitulée In Time with You (chinois : 我 可能 不会 爱 你), covedette de Chen Bo-Lin et dirigé par Chu Yu-ning (瞿友宁).

### En musique
En tant que chanteuse, Lin a enregistré un certain nombre de chansons depuis le milieu des années 2000, dont un grand nombre qui ont été diffusées dans les séries télévisées où elle joue.
En mai 2009, elle a signé pour trois ans un contrat avec Avex Taiwan. Son premier album, intitulé Blissful Encounter, a été mis en vente le 10 juillet 2009. Le premier clip de la première piste 甜蜜 花园 (Sweet Garden) a été publié à la mi-juin, et le clip pour la chanson phare de l'album 萤火虫 (Firefly), a été mise en ligne début juillet. Il dispose d'apparitions de Lee Donghae et Choi Siwon du boys band sud-coréen Super Junior. Son deuxième album solo, A Wonderful Journey, est sorti en 2010.

## Filmographie

### Télévision
- In Time with you (FTV/GTV, 2011)
- Love or Bread (GTV/CTV, 2008)
- Legend of the Condor Heroes (XMTV, 2008)
- They Kiss Again (GTV/CTV, 2007)
- Tokyo Juliet (GTV, 2006)
- Tian Wai Fei Xian (CTV, 2006)
- It Started With a Kiss (GTV/CTV, 2005)
- Love Contract (TVBS-G, 2004)
- My Secret Garden II (CTV, 2004)
- Seventh Grade (TVBS, 2003)
- My Secret Garden (CTV, 2003)
- Ming Yang Si Hai (TTV, 2003)
- True Love 18 (GTV, 2002)

### Films
- Kung Fu Girls (2003) (空手道少女組)
- Love Me, If You Can (2003) (飛躍情海)
- Free as Love (2004)
- Love sick (2011)
- Sweet Alibis (2014)